# Farfantepenaeus subtilis
Farfantepenaeus subtilis är en kräftdjursart som först beskrevs av Pérez Farfante 1967.  Farfantepenaeus subtilis ingår i släktet Farfantepenaeus och familjen Penaeidae. Inga underarter finns listade i Catalogue of Life.